# وسعه (یمن)
 وسعه  به عربی ( وَسَعة  ) روستای است در ناحیهٔ (البلدة)، از توابع استان صَعده در کشور یمن در شبه جزیره عربستان است. 
جمعیت آن ۳۴۱ نفر (۱۸ خانوار) می‌باشد.